# 安东尼奥·马斯佩斯
安东尼奥·马斯佩斯（義大利語：Antonio Maspes，1932年1月14日—2000年10月19日），意大利男子自行车运动员。他曾代表意大利参加1952年夏季奥林匹克运动会自行车比赛，获得男子双人自行车竞速赛铜牌。